# Trsati Boldogasszony-bazilika
A trsati Boldogasszony-bazilika Horvátországban a Tengermellék-Hegyvidék megyei Fiume város Trsat nevű városrészének római katolikus temploma. Az ország egyik legrégibb Mária-kegyhelye.

## Fekvése
A templom Fiume központjától 2 km-re északkeletre, a várost átszelő Recsina folyótól délre emelkedő magaslaton, közvetlenül Terszat vára alatt fekszik.

## Története
A kegyhely középkori hírnevét Szűz Mária názáreti házának legendája alapozta meg. Eszerint amikor 1291-ben az utolsó szentföldi keresztény kézen levő vár Akkó is elesett Szűz Mária názáreti házát az angyalok a település határába vitték. Mivel azonban a helyieket ez a kegy elbizakodottá tette, amiért az angyalok a házat 1294. december 10-én továbbvitték a mai itáliai Loretóba. Ennek a történetnek a hátterében, amelyet nagyrészt tudományosan igazoltak, a keresztes hadjáratok során elterjedt, a Szentföldről származó ereklyék kereskedelme áll. Ezekben az időkben fontos szerepet játszott az Adriai-tengerről keletre vezető hajózási útvonal, mely akkor a legbiztonságosabb kapcsolat volt Levante és Európa között. A szomorú trsatiaknak 1362-ben V. Orbán pápa egy állítólag Szent Lukács evangélista által festett Szűz Mária kegyképet adományozott. 1419-ben a Szentatya különleges búcsút engedélyezett a zarándokok számára, akik a trsati hegyre érkeztek. A festményt 1715. szeptember 8-án koronázták meg. A ház egykori helyén I. Lajos magyar király adományából csakhamar felépült a Trsati Szűzanya tiszteletére szentelt kegytemplom oltárán a pápa által adományozott kegyképpel.
Horvát források szerint viszont a templom építését Frangepán IV. Miklós határozta el, az építkezést pedig az egykori ház helyén V. Miklós pápa engedélyével fia, Frangepán Márton kezdte meg, megígérve a ferencesek számára, a templom mellé ferences kolostort építenek. Az építkezés után a boszniai ferences rendtartományból hozatott ide ferenceseket. Ma a trsati Boldogságos Szűz Mária-templom jól ismert zarándokhely Horvátország különböző részeiről és külföldről érkező katolikus hívek számára. Több híres ember van eltemetve benne. Itt található a Frangepán család néhány tagjának sírja, valamint Krusics Péternek a trsati szentélybe vezető híres lépcső építőjének sírja is.
A mai bazilika helyén csaknem két évszázadon át állt az a templom, amelyet Frangepán Miklós építtetett, és amely a mai templom főhajójának felére terjedt ki. A bal hajót és a homlokzatot csak később emelték, így a templom ma két hajóból áll. Jelenlegi formájának kialakulása leginkább a kolostor akkori főnökének, Franjo Glavinićnek köszönhető, aki 1644 augusztusában kezdte meg a helyreállítás és a bővítés munkálatait. A templom 1824-ben nyerte el végső formáját, amikor 6 méterrel meghosszabbították, és harangtornyot építettek hozzá, amely addig nem volt meg. A templomot 1930-ban XI. Piusz pápa basilica minor rangra emelte.
Trsat életében jelentős esemény volt II. János Pál pápa 2003. június 8-i látogatása. 2005. október 8-án megtartott ferences találkozón ezerötszáz ferences szerzetes gyűlt itt össze a korábbi jugoszláv köztársaságok területéről. 2008. június 6-án Josip Bozanić zágrábi érsek felszentelte a II. János Pál pápa nevét viselő pasztorális központot. Fiume városa lelki megújulásának részeként 2017-ben felvonulás volt a Trsati Miasszonyunk kegyhelyéhez.

## Leírása
A mai bazilika a gótika, a reneszánsz, a barokk és a biedermeier építészeti stílusok komplexuma. Mai formáját 1824-ben nyerte el, amikor hat méterrel meghosszabbították és harangtornyot építettek mellé. Oltárképeit melyek Szent Mihályt, Szent Katalint, Szent Miklóst ábrázolják a 17. és 18. század neves művészei Pietro Telesphoro, Serafin Schön, Christophoro Tasce és mások festették. A további oltárok Assisi Szent Ferenc, Nepomuki Szent János, a kápolnák pedig Szent Anna, Szent Péter apostol és Páduai Szent Antal tiszteletére vannak szentelve. A szentélyt lezáró kovácsoltvas rács Petar Brajković zenggi püspök, a monumentális márvány főoltár Ivan Uzolin zágrábi bíró adományából készült. A szentélyt körülölelő kovácsoltvas kerítés a 18. század a horvát barokk legértékesebb műveihez tartozik. 20. századi alkotások a Szűzanya háza, a Keresztút (Ivo Režek), az ólomüveg ablakok (Josip Botteri), valamint a Trsati kegyhely (Vladimir Kirin) történetének festményeiből készült ciklus.
A templom előtt állították fel Antun Jukić szobrászművész „II. János Pál pápa a trsati zarándok”’ című alkotását, melyet a pápa 2003. július 8-án tett harmadik horvátországi látogatása emlékére emeltek mely során a pápa a trsati szentélyt is felkereste. Az alkotást 2005. május 10-én avatta fel Josip Bozanić zágrábi érsek a horvát katolikus püspöki konferencia elnöke. Ez volt a pápa halála után a tiszteletére emelt első szobor.
A trstai szentélyhez kapcsolódó II. János Pál pápa pasztorális központot 2008. július 5-én avatták fel egy korábbi gazdasági épület helyén a pápalátogatás ötödik évfordulója alkalmából. Az épület alapkövét még maga a pápa áldotta meg és 2006 október végére el is készült. Az épület fő része a háromszáz férőhelyes aula. Mellette még négy kisebb terem található, a ferencesek munkavégzése, fiataljaik összejövetele, az énekkar és az oktatás céljaira kialakítva.

## Galéria
- II. János Pál szobra
- A főhajó
- Templombelső
- A kegykép
- Mellékoltár
- Frangepán Miklós sírköve

## Fordítás
Ez a szócikk részben vagy egészben  a   Crkva Gospe Trsatske című horvát Wikipédia-szócikk ezen változatának fordításán alapul.  Az eredeti cikk szerkesztőit annak laptörténete sorolja fel. Ez a jelzés csupán a megfogalmazás eredetét és a szerzői jogokat jelzi, nem szolgál a cikkben szereplő információk forrásmegjelöléseként.